# Johannes
Johannes er et drengenavn, der stammer fra hebraisk for Gud (Jehova/Jahve) har handlet nådigt. Navnet forekommer i Bibelen i form af Johannes Døberen og apostlen Johannes, og det er derfor almindeligt i kristne samfund direkte eller i variationer – således har flere paver heddet Johannes. Det var det mest almindelige fornavn i Danmark op gennem
middelalderen.

## Personer med navnet
- Johannes 2. Komnenos, østromersk kejser
- Johannes, vestromersk kejser (tronraner)
- Præstekongen Johannes, mytologisk figur fra højmiddelalderen.
- Johannes Allen, dansk forfatter og filminstruktør.
- Johannes Bjerg, dansk billedhugger.
- Johannes Brøndsted, dansk forfatter.
- Johannes Buchholtz, dansk forfatter.
- Johannes Ewald, dansk digter.
- Johannes Fibiger, dansk mediciner.
- Johannes Fønss, dansk operasanger.
- Johannes Glob, dansk maler.
- Johannes Grenness, norsk/dansk maler.
- Johannes Helms, dansk forfatter og skolemand.
- Johannes V. Jensen, dansk forfatter.
- Johannes Jørgensen, dansk forfatter.
- Johannes Kepler, tysk astronom og matematiker.
- Johannes Larsen, dansk maler.
- Johannes Lebech, dansk radikal politiker og tidligere minister.
- Johannes Meyer, dansk skuespiller.
- Johannes Møllehave, dansk præst og forfatter.
- Johannes Neye, dansk fabrikant og grundlægger (Neye).
- Johannes Prip-Møller, dansk arkitekt.
- Johannes Rau, tysk præsident.
- Johannes Sløk, dansk teolog.
- Johannes Tidemand-Dal, dansk arkitekt.
- Johannes Wiedewelt, dansk billedhugger.

## Afledte former
- Hans
- Jan
- Jean
- Jens
- John
- Johan
- Jon (drengenavn)
- Jonas
- Johs

 Der er for få eller ingen kildehenvisninger i denne artikel, hvilket er et problem. Du kan hjælpe ved at angive troværdige kilder til de påstande, som fremføres i artiklen.